# Doroteo Vasconcelos
Doroteo Vasconcelos (Sensuntepeque, El Salvador, 6 de febrero de 1803 - San Vicente, El Salvador, 8 de marzo de 1883) fue un político salvadoreño que se desempeñó en dos ocasiones, como gobernador del Estado de El Salvador del 7 de febrero de 1848 al 26 de enero de 1850 y del 4 de febrero de 1850 al 2 de febrero de 1851. Fue amigo personal del héroe liberal, el general hondureño Francisco Morazán a quien acompañó en el exilio en 1840 y hasta el fusilamiento de este en 1842. Honduras Invadió el salvador en 1850 esto ya era algo sorprendente al presidente Doroteo, ya que Honduras y El Salvador ya habían firmado un Pacto de no agresión, viendo que Honduras Violó el tratado, los soldados Salvadoreños atacarían con todas sus fuerzas, Doroteo Vasconcelos al mando, logró capturar Comayagua, Capital de Honduras en ese entonces. Después de la batalla, se libraron más batallas y victorias para el salvador como la Batalla de Olanchito y la Batalla de Trujillo, al final después de estas batallas, Honduras aceptó la derrota, y los presidentes de Honduras y El Salvador firmaron el Tratado de San Vicente que le daba control de 3 islas en el Golfo de Fonseca a El Salvador, a finales de 1850, el presidente de Honduras, pidió una alianza entre Honduras y El Salvador por un caso de guerra contra uno de sus países vecinos como Nicaragua o Guatemala como paso en 1851 durante la Batalla de la Arada. Después de la alianza entre Honduras y El Salvador los dos países acordaron en invadir Guatemala para derrotar el régimen conservador de Rafael Carrera, establecer finalmente la Federación Centroamericana que querían los liberales y vengar a su amigo, el general  Francisco Morazán, pero fue derrotado completamente por las fuerzas de Carrera en la Batalla de la Arada, el 2 de febrero de 1851 a lado de su compañero de guerra Honduras. Tras la derrota, Doroteo Vasconcelos se retiró de la presidencia y de la política.

## Biografía
Doroteo Vasconcelos nació en el 6 de febrero de 1803 en el pueblo de Sensuntepeque, en lo que era la Intendencia de San Salvador. Era hijo legítimo de don Manuel de Jesús Vasconcelos y doña Gertrudis Vides.

## Carrera política

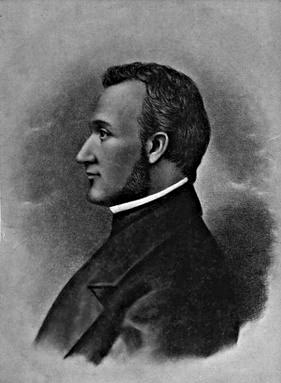
General liberal Francisco Morazán, amigo y correligionario de Vasconcelos, quien lo acompañó en su días de gloria, y durante su exilio y trágico final en Costa Rica.

Durante la guerra civil de la República Federal de Centroamérica (1826-1829), Vasconcelos se unió al caudillo del partido liberal, Francisco Morazán. El 5 de marzo de 1828, Vasconcelos fue nombrado Secretario General del Estado de El Salvador, después sería diputado y Presidente del Congreso Federal de 1830. 
Fue Fiscal de Guerra y en 1832 Jefe Político de la provincia guatemalteca de Sacatepéquez. Al año siguiente regresó a El Salvador donde poseía cuantiosos intereses y luego fue nombrado Jefe Político en 1836
Vasconcelos fue un liberal unionista convencido y acompañó al presidente Morazán a su exilio en Panamá en 1840 tras su derrota en Guatemala a manos del líder campesino Rafael Carrera, permaneciendo junto a él, hasta el trágico fin del General Morazán en Costa Rica en 1842. Después, Vasconcelos se embarcó para Europa, donde permaneció 3 años, volviendo al país a finales de 1845.

## Presidencia
El 4 de diciembre de 1847 se llevaron a efecto las elecciones presidenciales habiendo resultado vencedor Vasconcelos para el bienio 1848-1850. 

Presidente Don Doroteo Vasconcelos

En el 29 de enero de 1848, la Asamblea General decretó el nombramiento de Doroteo Vasconcelos como Presidente del Estado, y de José Félix Quirós como Vicepresidente, para el período de 1848 y 1849. Por la ausencia de los dos, y por el cese del mando del Presidente Eugenio Aguilar en el 31 de enero, la Asamblea General decretó encargar el Poder Ejecutivo al Senador Tomás Medina mientras el presidente o vicepresidente llegaran a ocupar el cargo. En el 31 de enero, desde San Vicente, Vasconcelos hizo una renuncia formal de la presidencia a la Asamblea general que fue leída en la sesión del 1 de febrero y no fue aprobada. Doroteo Vasconcelos tomaría posesión de la presidencia en el 7 de febrero.
Salió de la Capital en el 1 de mayo para hacer una visita del Departamento de San Miguel, que en este tiempo componía todo el territorio al oriente del Río Lempa, con el propósito de inspeccionar sus pueblos para promover las mejoras materiales necesarios. Salió de San Vicente en el 4 de mayo con dirección a San Miguel, donde acordó ceder a la Municipalidad 1,000 pesos de gastos extraordinarios para ayudar al trabajo de introducción de agua potable. En el 9 de mayo se dirigió a La Unión. En el 15 de mayo, en la Casa de Gobierno de San Miguel, acordó la construcción de un muelle en el Puerto de La Unión cuyo trabajo dirigirá el Comandante J. Cáceres bajo la inspección del Gobernador Gerardo Barrios, facultó al Gobernador para que haga todos los gastos indispensables a la obra y acordó que todos los reos sentenciados a obras públicas pasen a trabajar en la misma construcción. Regresó a San Salvador en el 22 de mayo.

### Apoyo al Estado de Los Altos
En 1848, la situación de Guatemala era caótica y los liberales lograron que Rafael Carraera dejara el gobierno de la República de Guatemala, la cual se había constituido el 21 de marzo de 1847.. El 26 de agosto de 1848, durante la breve ausencia de Carrera del poder central, los capitulares quetzaltecos, con el apoyo del Presidente Vasconcelos, y de la facción anticarrerista de Vicente y Serapio Cruz, proclamaron, una vez más, su segregación de Guatemala y, el 5 de septiembre, eligieron un gobierno interino dirigido por Fernando Antonio Martínez. El Coronel Mariano Paredes salió a combatir a las fuerzas del Estado de Los Altos, a las que derrotó en San Andrés Semetabaj, el 21 de octubre de 1848. La existencia del Sexto Estado todavía se prolongó hasta el 8 de mayo de 1849, cuando el general Guzmán -al enterarse de que Carrera regresa al poder y temiendo represalias como las de 1840- accedió a someterse a la autoridad de Guatemala.

### Reelección
Al acabar su periodo, deja el poder a Ramón Rodríguez, quien se lo devuelve cuatro días después para un nuevo periodo de dos años. Conforme a la reforma constitucional de 1849, había sido reelecto Presidente en diciembre de 1850.  
En el 18 de febrero de 1850, la cámara de diputados emitieron un decreto legislativo que le dio autorización al ejecutivo para que, previo los informes necesarios, pueda establecer un resguardo fijo o ambulante en el punto o puntos de la bahía del puerto de la Unión que juzgue más convenientes para evitar o aprehender las introducciones de contrabando. El gobierno también quedó encargado de designar el número de fuerzas que debe estar a los órdenes del guarda y de formar un reglamento conveniente para ellas.
Durante su gobierno, repatrió de Costa Rica, los restos del general Morazán, y los hizo sepultar con honores de estado en el Cementerio General de San Salvador. Vasconcelos brindó asilo a los liberales guatemaltecos que habían sido exiliados por el gobierno conservador de Rafael Carrera, lo que generó hostilidades entre El Salvador y Guatemala.

### La Batalla de la Arada

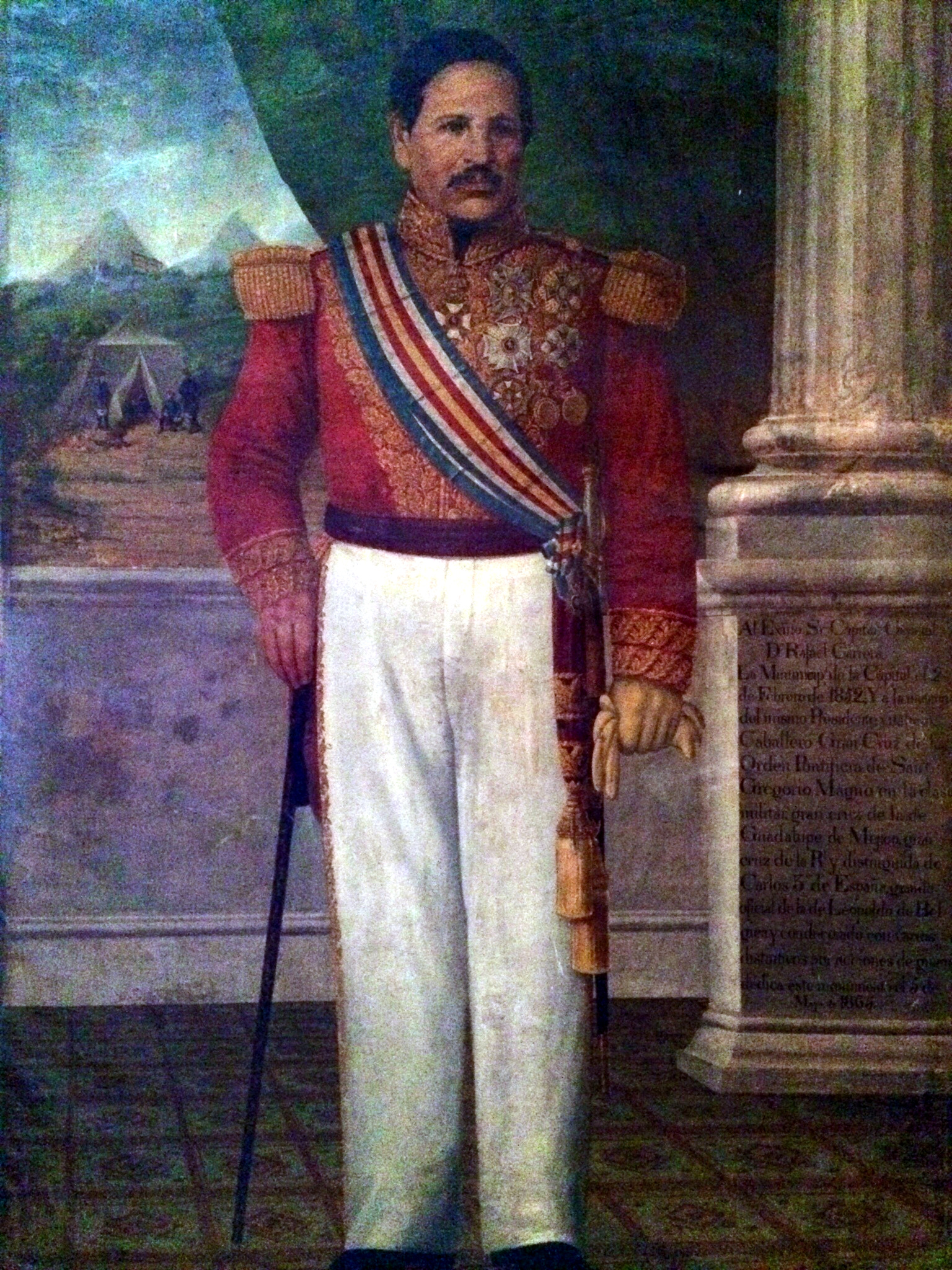
Capitán General Rafael Carrera, derrotó a Vasconcelos en la Batalla de la Arada.

En 1851, los gobiernos de El Salvador y Honduras, firmaron una alianza contra Carrera; el ejército aliado invadió Guatemala en febrero de 1851.
Los ejércitos de ambos países penetraron a Guatemala por el departamento de Jutiapa. El presidente títere de Guatemala, coronel Mariano Paredes, nombró a Rafael Carrera -quien era quien realidad tenía el mando supremo en el país- como general en Jefe del Ejército, y este inmediatamente comenzó a destacar sus fuerzas hacia Jutiapa, pero considerando que el principal objetivo de los aliados era tomar Chiquimula, marchó él mismo a este departamento. El 28 de enero de 1851 el presidente Vasconselos envió una larga exposición al ministro de Relaciones Exteriores de Guatemala, pidiéndole -entre otras cosas- que el general Carrera y su ejército abandonaran Centroamérica y que el ejército salvadoreño pudiera ocupar un lugar conveniente de Guatemala mientras se cumplían los puntos mencionados; Vasconcelos advirtió a Guatemala que en caso de no acceder a lo expuesto sería inevitable la guerra.
El gobierno de Guatemala rechazó firmemente la propuesta liberal, y las fuerzas de Carrera que se habían unido a las de Jalapa al mando del General Vicente Cerna y Cerna -y que sumaban dos mil efectivos- salieron al encuentro de los aliados, replegándose y fortificándose en las alturas de San José La Arada. El 31 de enero el ejército invasor -compuesto de cuatro mil quinientos efectivos- al mando de Vasconcelos y otros generales centroamericanos, entraron a Ipala donde enviaron un mensaje a Carrera diciéndole que el cónsul francés se ofrecía a mediar y que si pasadas 24 horas no se recibía respuesta, se romperían hostilidades. Efectivamente, el 1 de febrero entraban en San José las tropas del ejército invasor, separadas de las de Guatemala únicamente por el río que lleva el mismo nombre. En las primeras horas del día 2 de febrero, comenzó la batalla y después de una cruenta lucha, la batalla terminó a las 4 de la tarde del mismo día, con el triunfo de las fuerzas guatemaltecas.
La derrota del ejército aliado que invadió Guatemala fue aplastante; incluso se vio a dos generales aliados huir del campo de batalla montados en el mismo caballo y al general Carrera lo encontraron desmayado bajo la sombra de un árbol y con el sable lleno de sangre aún en la mano. Tras este fracaso militar quedó definitivamente eliminada toda posibilidad de crear la Federación Centroamericana de los liberales, Carrera se reafirmó en el poder siendo electro presidente vitalicio en 1854, Guatemala estableció un Concordato con la Santa Sede en 1852 en donde se cimentaban la relación Estado e Iglesia y el poder conservador en Guatemala y el presidente Vasconcelos tuvo que renunciar a su cargo y retirarse de la política.

### Guerra entre El Salvador y Honduras en 1850
En 1850 El presidente de El Salvador Doroteo Vanconcelos  invadió a Honduras y llegó hasta su capital Comayagua. El 15 de febrero de 1850 y el 5 de marzo seguida por las batallas de Trujillo y Olanchito las batallas terminaron el 10 de marzo y 16 de marzo de 1850.
El Salvador ganó la guerra oficialmente el 25 de marzo de 1850 manteniendo  un acuerdo de paz conocido como El tratado de San Vicente  donde el Salvador obtuvo algunas ganancias territoriales y Honduras ganando 3 islas en el Golfo de Fonseca

## Vida después de su presidencia
Hay pocos datos de la vida de Doroteo Vasconcelos después de su retira de la presidencia. El era uno de los jurados del Barrio de San José, San Vicente para 1880 que fueron designados por la Junta de Calificación de Jurados el 8 de diciembre de 1879.
Se casaría en segundas nupcias con doña Martina Mena. Pasará sus últimos años como hacendado.

### Muerte
Murió a las 12:00 p. m. del 8 de marzo de 1883 en San Vicente de "muerte natural." En el Diario Oficial del 15 de marzo, hubo una sección dedicada a su vida.